# Finch Avenue
A Finch Avenue é uma rua arterial leste-oeste localizada na região metropolitana de Toronto, Ontário, Canadá. É a terceira rua leste-oeste mais longa da região metropolitana, atrás apenas da Eglinton Avenue e da Dundas Street, sendo uma das ruas mais movimentadas do norte da cidade.
A Finch Avenue é primariamente residencial em todo o seu trecho. A secção com a Jane Street, conhecida como Finch and Jane, possui a maior comunidade afro-canadense da cidade, e é conhecida nacionalmente pelas suas altas taxas de criminalidade (as maiores de Toronto), especialmente entre gangues relacionadas com o tráfico de drogas ilegais. A secção com a Yonge Street é primariamente comercial, sendo que a estação Finch do sistema de metrô e ônibus de Toronto é a terceira mais movimentada da Toronto Transit Commission.
Pontos de interesse ao longo da Finch Avenue incluem o Wild Water Kingdom, a Universidade York, o Zoológico de Toronto, o terminal de ônibus Finch, parte da estação Finch de metrô, a Faculdade Humber e a Faculdade Seneca, o Rouge Park.